# Falsomesosella basigranulata
Falsomesosella basigranulata es una especie de escarabajo longicornio del género Falsomesosella, tribu Mesosini, subfamilia Lamiinae. Fue descrita científicamente por Breuning en 1968.

## Descripción
Mide 10 milímetros de longitud.

## Distribución
Se distribuye por Filipinas.